# Robert Mills (wioślarz)
Robert Mills (ur. 9 grudnia 1957 w Halifax) – kanadyjski wioślarz, brązowy medalista olimpijski i trzykrotny medalista mistrzostw świata.

## Kariera
Wystąpił na igrzyskach olimpijskich w Los Angeles w 1984, gdzie zdobył brązowy medal w jedynkach. W finale uplasował się 10,14 sekundy za Perttim Karppinenem z Finlandii i 8,19 sekundy za Peterem-Michaelem Kolbe z RFN. Na rozgrywanych cztery lata później igrzyskach olimpijskich w Seulu wystartował w czwórkach podwójnych. Reprezentacja Kanady nie awansowała do Finału A i ostatecznie zajęła dziewiąte miejsce.
W czwórkach podwójnych zdobył również złoty medal na mistrzostwach świata w Hazewinkel (1985) oraz brązowe na mistrzostwach świata w Nottingham (1986) i  mistrzostwach świata w Kopenhadze (1987).
Ponadto wywalczył złote medale w dwójkach podwójnych i czwórkach podwójnych na igrzyskach panamerykańskich w Caracas (1983).